# Lordotus diplasus
Lordotus diplasus är en tvåvingeart som beskrevs av Hall 1954. Lordotus diplasus ingår i släktet Lordotus och familjen svävflugor. Inga underarter finns listade i Catalogue of Life.